# Magatte Thiam
Pour les articles homonymes, voir Thiam.
Magatte Thiam, né le 26 mai 1938 à Ouakam (Dakar) et mort le 7 avril 2024, est un universitaire, syndicaliste et homme politique sénégalais.
Personnalité marquante de la Gauche dans son pays, ancien ministre sous la présidence d'Abdou Diouf, il est de 2010 à sa mort le secrétaire général du Parti de l'indépendance et du travail (PIT).  

## Biographie

### Carrière
Magatte Thiam, après des études secondaires au lycée Van Vollenhoven de Dakar part faire ses études supérieures en France où il obtient le CAPES et entre au Parti Africain de l'indépendance (PAI) puis revient au Sénégal.  

Le 20 avril 1976, alors professeur à la faculté des sciences, Magatte Thiam fait partie des fondateurs du Syndicat unique et démocratique des enseignants du Sénégal (SUDES), très marqué par les idées d'extrême-gauche.
Dans le gouvernement formé par Habib Thiam le 2 juin 1993, il est nommé ministre délégué auprès du Premier ministre, chargé de l'Intégration économique africaine.
Le 23 mai 2010, il succède à la tête du Parti de l'indépendance et du travail (PIT) à Amath Dansokho, nommé président d'honneur du PIT.

### Famille
C'est à Paris, où Magatte Thiam est étudiant, qu'il fait la connaissance d'Anne Léonie, une jeune Guadeloupéenne. Marié en 1963, le couple a cinq enfants. Anne Thiam est décédée en 2008.